# Sanlúcar la Mayor
Sanlúcar la Mayor ist eine spanische Gemeinde in der andalusischen Provinz Sevilla. Die Einwohnerinnen und Einwohner heißen Sanluqueñas bzw. Sanluqueños.

## Geografische Lage
Sanlúcar la Mayor liegt 18 Kilometer westlich der Provinzhauptstadt Sevilla. Weitere Nachbargemeinden sind Olivares, Albaida del Aljarafe, Aznalcóllar und Gerena im Norden, Castilleja del Campo, Huévar del Aljarafe und Escacena im Westen sowie Espartinas im Süden.

## Wirtschaft
Aufgrund seiner Lage im Besiedlungsring um Sevilla erfuhr der Ort in jüngerer Vergangenheit ein bemerkenswertes Wachstum der Bevölkerung, des Wohnungsbaus, des produzierenden Gewerbes und des Handels. Der Ort ist Justizzentrum der Comarca Aljarafe.

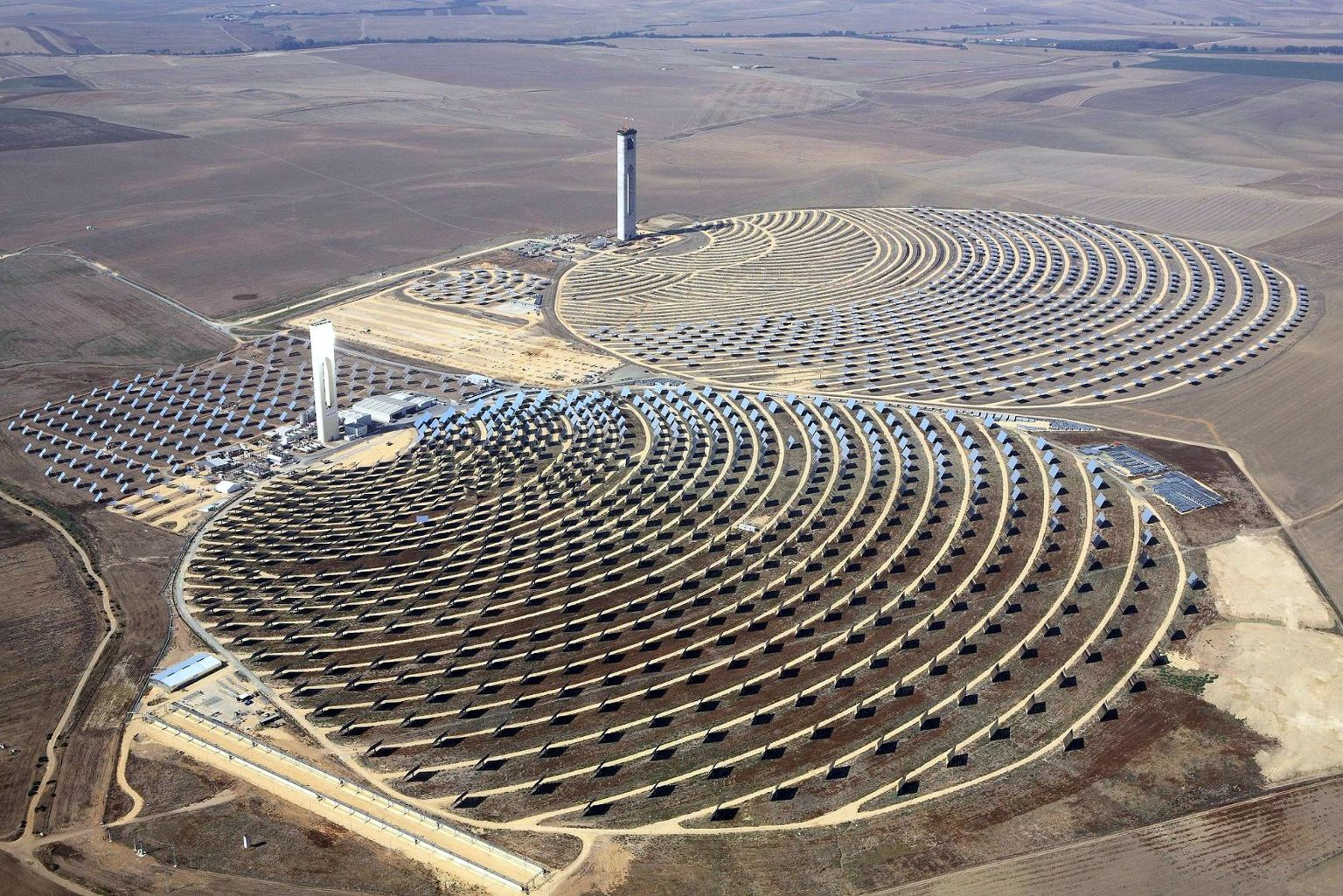
Solarwärmekraftwerk PS10 im Vordergrund. Dahinter die im Bau befindliche Anlage PS20 (Aufnahme von 2007)

Im Jahr 2007 ging das Solarwärmekraftwerk PS10 in Betrieb; das erste kommerzielle Kraftwerk dieser Art in Europa, 2009 das Solarwärmekraftwerk PS20 mit der doppelten Nennleistung als Europas zurzeit größtes kommerzielles Solarturmkraftwerk.
2007 begann der Bau der zentralen Feuerwache.

## Geschichte

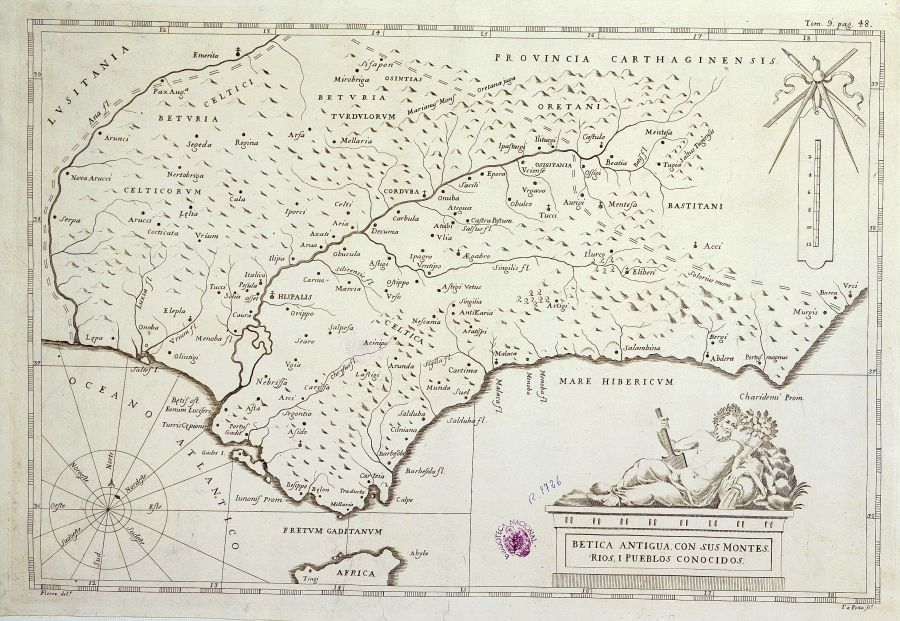
Die römische Provinz Baetica

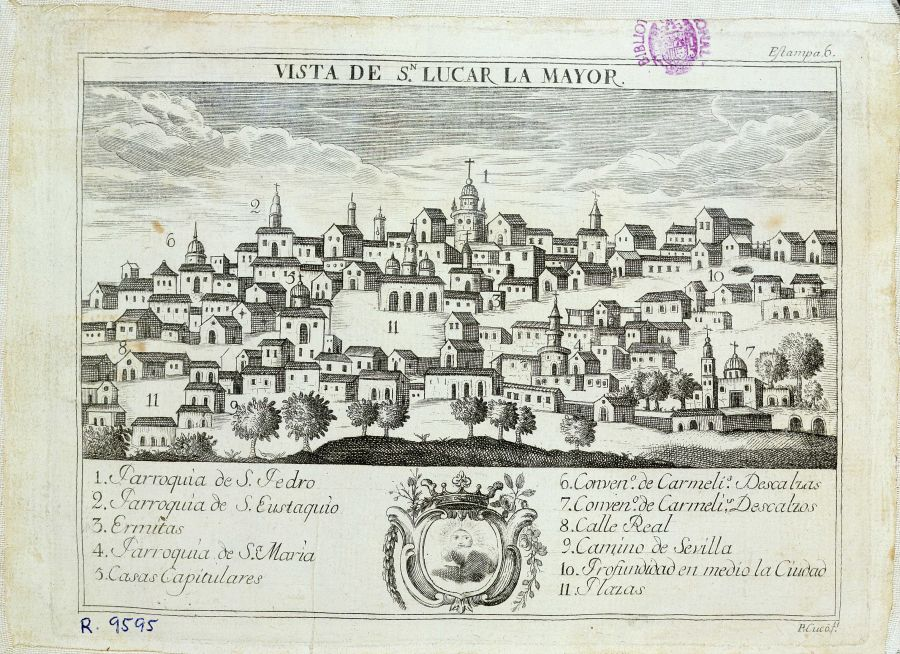
Sanlúcar la Mayor im 18. Jahrhundert

### Toponym
Das Toponym war möglicherweise ursprünglich Solucar und leitete sich aus dem lateinischen lucus, heiliger Hain, ab. Eine Reihe weiterer Orte tragen den gleichen Namen:
- Sanlúcar de Barrameda in der Provinz Cádiz
- Sanlúcar de Guadiana in der Provinz Huelva
- Sanlúcar de Albaida in der Provinz Sevilla änderte seinen Namen in Albaida del Aljarafe.

All diese Ortschaften haben Gemeinsamkeiten:
- Sie befinden sich am linken Ufer eines Flusses: Sanlúcar la Mayor und Albaida del Aljarafe am Guadiamar, Sanlúcar de Barrameda am Guadalquivir und Sanlúcar del Guadiana am Fluss mit diesem Namen.
- Sie befinden sich auf einer Anhöhe oberhalb des Flusses.
- Der Fluss fließt in westlicher Richtung, möglicherweise eine Notwendigkeit für präromanische Rituale der Sonnenverehrung.

### 16. Jahrhundert
1534 lebten 628 Einwohner im Ort. Er war damit der größte im Gebiet der heutigen Comarca Aljarafe. In jenem Jahrhundert genoss er eine wirtschaftliche und soziale Blüte; zunächst aufgrund seiner Lage als wichtige Verteidigungsbastion gegen arabische Angriffe und später als strategischer Wegposten auf der Hauptverbindung Camino real nach Portugal. 1594 gehörte Sanlúcar la Mayor zum Königreich Sevilla und zählte 802 steuerpflichtige Bürger.

### Bevölkerungsentwicklung
| Demografische Entwicklung von Sanlúcar la Mayor | Demografische Entwicklung von Sanlúcar la Mayor | Demografische Entwicklung von Sanlúcar la Mayor | Demografische Entwicklung von Sanlúcar la Mayor | Demografische Entwicklung von Sanlúcar la Mayor | Demografische Entwicklung von Sanlúcar la Mayor | Demografische Entwicklung von Sanlúcar la Mayor | Demografische Entwicklung von Sanlúcar la Mayor | Demografische Entwicklung von Sanlúcar la Mayor | Demografische Entwicklung von Sanlúcar la Mayor | Demografische Entwicklung von Sanlúcar la Mayor | Demografische Entwicklung von Sanlúcar la Mayor | Demografische Entwicklung von Sanlúcar la Mayor | Demografische Entwicklung von Sanlúcar la Mayor | Demografische Entwicklung von Sanlúcar la Mayor | Demografische Entwicklung von Sanlúcar la Mayor | Demografische Entwicklung von Sanlúcar la Mayor | Demografische Entwicklung von Sanlúcar la Mayor | Demografische Entwicklung von Sanlúcar la Mayor | Demografische Entwicklung von Sanlúcar la Mayor |
| 1675                                            | 1787                                            | 1842                                            | 1860                                            | 1877                                            | 1887                                            | 1897                                            | 1900                                            | 1910                                            | 1920                                            | 1930                                            | 1940                                            | 1950                                            | 1960                                            | 1970                                            | 1980                                            | 1990                                            | 2000                                            | 2010                                            | 2020                                            |
| ----------------------------------------------- | ----------------------------------------------- | ----------------------------------------------- | ----------------------------------------------- | ----------------------------------------------- | ----------------------------------------------- | ----------------------------------------------- | ----------------------------------------------- | ----------------------------------------------- | ----------------------------------------------- | ----------------------------------------------- | ----------------------------------------------- | ----------------------------------------------- | ----------------------------------------------- | ----------------------------------------------- | ----------------------------------------------- | ----------------------------------------------- | ----------------------------------------------- | ----------------------------------------------- | ----------------------------------------------- |
| 800                                             | 2.181                                           | 2.245                                           | 3.726                                           | 3.776                                           | 4.336                                           | 4.225                                           | 4.367                                           | 4.310                                           | 4.515                                           | 4.992                                           | 5.458                                           | 5.954                                           | 6.149                                           | 6.610                                           | 7.758                                           | 9.434                                           | 10.858                                          | 13.207                                          | 14.027                                          |

## Verkehr
Der Ort ist ein Verkehrsknotenpunkt westlich von Sevilla.
Die Buslinien M-102, M-165, und M-166 verbinden den Ort mit Sevilla und mit den übrigen Orten der Comarca. Die Linie C-5 der Cercanías bietet einen Bahnanschluss nach Sevilla.

## Politik

### Bürgermeister
Im Februar 2010 erlag der damalige Bürgermeister Juan Escámez Luque einem Herzinfarkt. Sein Nachfolger wurde der bis dahin stellvertretende Bürgermeister Raúl Castilla Gutiérrez. Für die Legislaturperiode nach der Kommunalwahl 2011 einigten sich die Fraktionen des PP und der Alternativa por Sanlúcar darauf, dass bis 2013 Juan Antonio Naranjo Rioja Bürgermeister sein sollte und danach bis 2015 Antonio Manuel Pérez Márquez. Von 2015 bis 2019 war Raúl Castilla Gutierrez Bürgermeister und seit 2019 ist es Eustaquio Castaño Salado.

## Bauwerke

### Kirche San Pedro

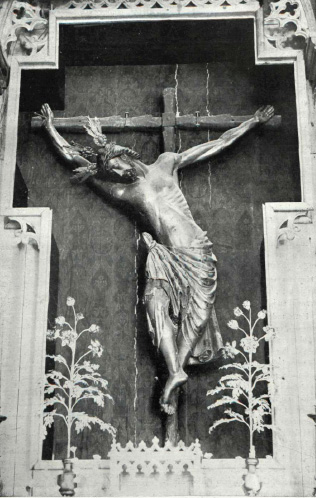
Gotisches Kruzifix in der Kirche San Pedro

Die Kirche San Pedro befindet sich auf dem ehemaligen mit Mauern befestigten almohadischen Viertel. Ähnlich anderen Kirchengebäuden im Süden Spaniens handelt es sich um eine umgebaute Moschee. Die Ausrichtung der Hauptportale wurde gemäß der christlichen Liturgie umgestaltet.
Das Gebäude besteht aus drei Schiffen. Sie sind durch Säulenreihen mit Spitzbögen voneinander getrennt. Das Hauptportal hat einen Rundbogen, die beiden Portale rechts und links daneben jeweils einen Spitzbogen. Der Glockenturm befand sich außerhalb des Moscheegebäudes an einer Art Patio. Er unterscheidet sich von den anderen arabischen Minaretten, die in der Provinz erhalten sind, und ist in seinem Stil einzigartig. Der Chor ist stärker erhöht als üblich, da er sich oberhalb eines Tonnengewölbes befindet, das als Einlass in den ummauerten Festungsbereich diente. Im Inneren finden sich Reste mudejarischer Stuckarbeiten.
Im ummauerten Kirchhof befand sich der alte Friedhof. Er wurde aufgelassen und verlagert, als der neue Friedhof eröffnet wurde. Heutzutage befindet sich dort ein Innenhof, in dem in Sommernächten Konzerte aufgeführt werden.

### Kirche San Eustaquio
Die dreischiffige Kirche im mudejarischen Stil befindet sich auf dem höchsten Punkt des historischen Zentrums der Stadt. An der Stelle befand sich in der Antike ein römischer Tempel. Die Kirchenschiffe sind durch Spitzbögen voneinander abgeteilt. Das Retabel des Hauptaltars im barocken Stil stammt aus dem 18. Jahrhundert.
Auf der linken Seite befindet sich ein Rokoko-Altarretabel mit einem Bildnis der Virgen de los Remedios, und ein weiteres mit einem Bildnis von Christo de la Salud. Beide Bilder stammen aus dem 16. Jahrhundert.
Im rechten Seitenschiff befinden sich Bilder der Unbefleckten Empfängnis und vom Heiligen Josef sowie Skulpturen aus dem 16. Jahrhundert. In der Tabernakel-Kapelle steht eine Statue der Virgen de Fuentes Claras aus dem 15. Jahrhundert.
Eine Reihe weiterer Gemälde und Retabeln stammen aus dem 16. bis zum 19. Jahrhundert.

### Kirche Santa María

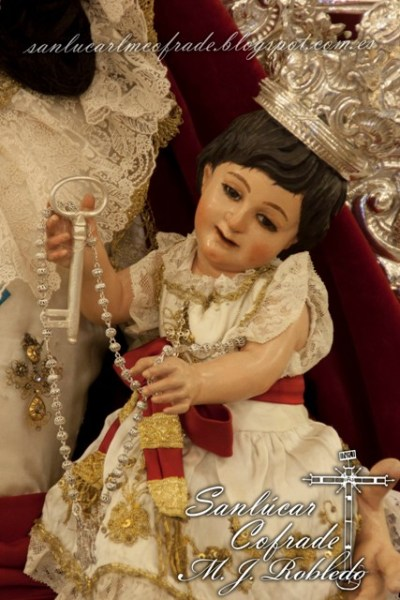
Das Jesuskind mit einem silbernen Schlüssel der Pfarrei

Die Kirche Santa María ist die einzige der drei genannten, in der noch Gottesdienste gefeiert werden. Sie wurde im 13. Jahrhundert erbaut und im 16. und 17. Jahrhundert erweitert. Der Turm wurde aufgrund der Beschädigungen, die er im Erdbeben von Lissabon erlitten hatte, im Jahr 1772 verändert.
Die Kirche besteht aus drei Schiffen mit Aljarafe-Decken. Sie sind durch Rundbögen voneinander getrennt sind, die von Pfeiler und vier paarigen Säulen getragen werden. Auf dem Langhaus, auf der Stufe zum niedrigeren Querhaus, befindet sich ein zierliches gotisches Türmchen.
Im linken Seitenschiff befindet sich ein Altarretabel mit einem Bildnis der Kreuzigung des Heiligen Petrus. Das Werk aus dem 14. Jahrhundert besitzt einen hohen künstlerischen und historischen Wert. In der Sakristei befindet sich eine Schatzkammer mit wertvollen geschmiedeten Kunstwerken aus unterschiedlichen Metallen in verschiedenen Stilarten.
Im Hauptaltarretabel aus dem befindet sich eine Skulptur Unserer Lieben Frau vom Rosenkranz. Seit 2015 sind ihr die silbernen Schlüssel der Pfarrei übereignet.

### Gutshof Benazuza

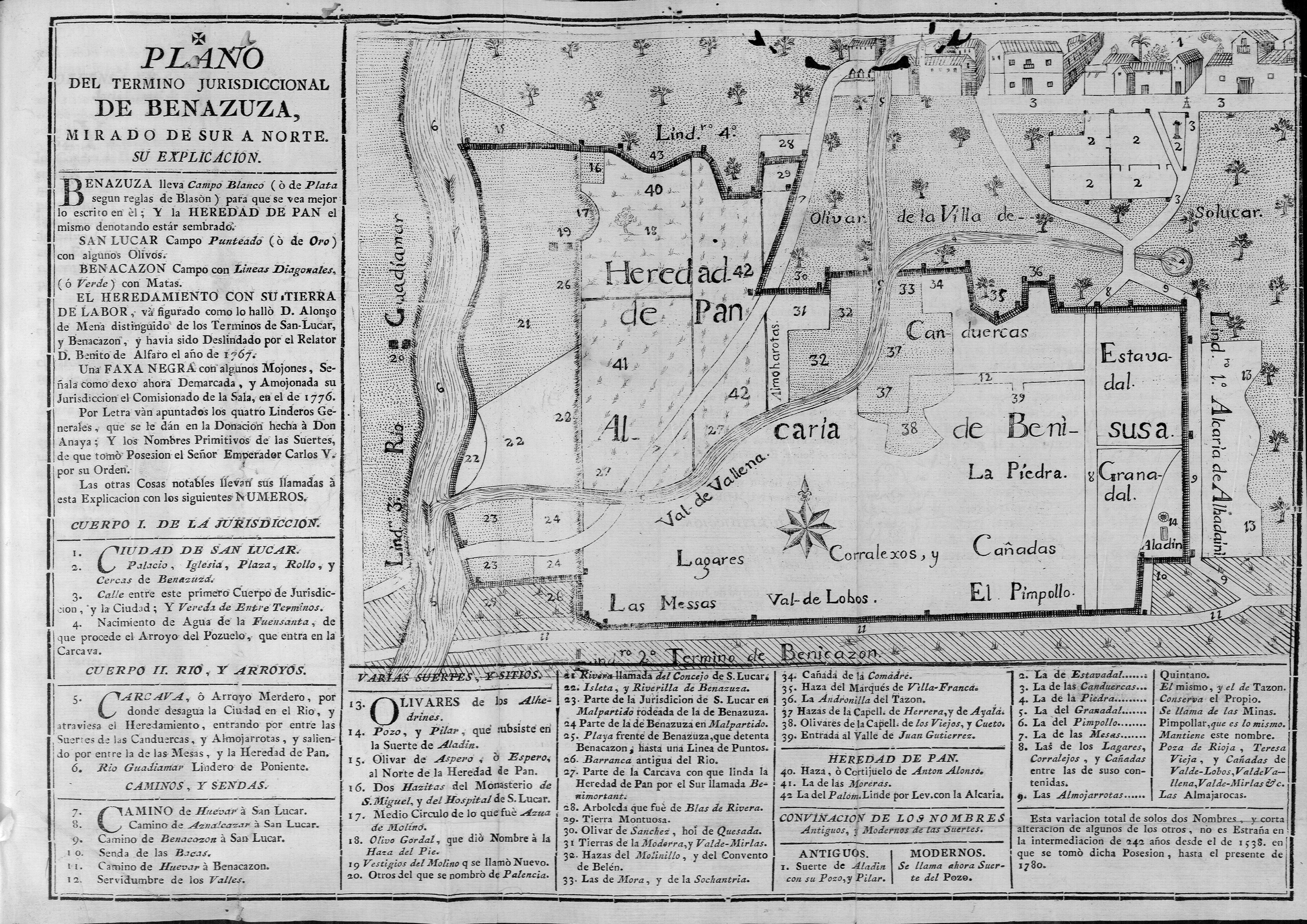
Plan des Landguts Benazuza von 1780

Das Landgut wurde im 10. Jahrhundert unter arabischer Herrschaft eingerichtet. Nach der Reconquista war es Besitz verschiedener kastilischer Adliger und des Ordens von Santiago. Es diente Alfons X. als Refugium.
Heute beherbergt es ein Luxushotel und ein Restaurant des mit Drei-Sterne-Kochs Ferrán Adriá.

### Cilla del Cabildo (Fruchthaus)

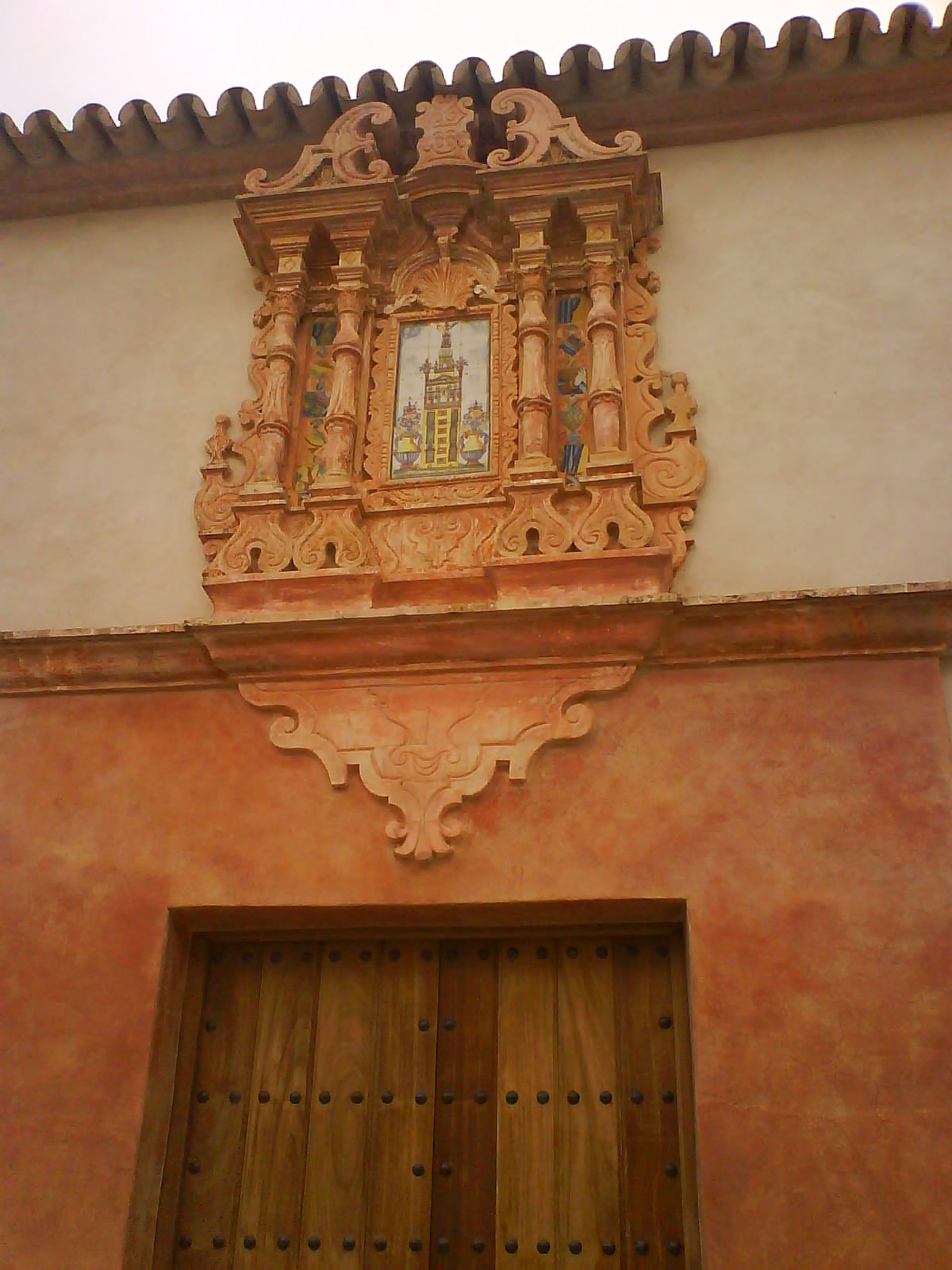
Fassadendetail der Cilla del Cabildo

Die Cilla del Cabildo war das Fruchthaus, in dem der Zehnt gesammelt und aufbewahrt wurde. Das Gebäude besitzt eine reich verzierte Fassade.

### Colegio público San Eustaquio
Das Colegio San Eustaquio ist ein in den 1910er Jahren vom Architekten Aníbal González konstruiertes öffentliches Schulgebäude.

### Rathaus
Über der Haupttreppe des Rathauses hängt ein großes Gemälde des sevillanischen Malers Francisco Meneses Osorio, das die Empfängnis Mariens darstellt.

## Kultur

### Veranstaltungen und Feste

#### Jahrmarkt im Mai
Der Jahrmarkt wurde von Ferdinand VII. als Rindermesse ins Leben gerufen. Sie diente als Vorbild für die Messe in Sevilla und ist 20 Jahre älter als Letztere. Der Jahrmarkt, im Volksmund als Feria del Aljarafe bekannt, begann traditionell Donnerstagmittag. Auf Betreiben der örtlichen Verwaltung wird er in jüngster Zeit schon am Mittwochabend eröffnet. Ursprünglich begann er immer Anfang Mai, aber im Laufe der Zeit wurde festgelegt, dass er stets zwei Wochen vor dem von Sevilla beginnt.
Ursprünglich befand sich der Standort am Ortseingang Richtung Sevilla. Ein Kreuz markiert diesen alten Standort. Zu Beginn des 20. Jahrhunderts wurde die Messe auf die Corredera verlegt, einen eigens zu diesem Zweck angelegten Park. Dieser wurde im Lauf der Zeit mehrmals erweitert.

#### Karwoche
In Sanlúcar la Mayor gibt es sieben Büßergemeinschaften, die in der Semana Santa ihre Prozessionen und Rituale veranstalten.

#### Weitere Feste
- Corpus christi, Fronleichnamsfest mit einer Prozession mit der Monstranz am Nachmittag.
- Fiesta de San Pedro, Fest des Heiligen Petrus: Am Abend des 29. Juni findet auf der Plaza de San Pedro eine Verbena, ein abendliches Fest, statt. Damit wird die Eroberung der Stadt von den Muslimengefeiert. Sie kapitulierten an einem 29. Juni.
- Die Fiestas de la Virgen del Carmen finden vom 16. bis zum 25. Juli statt.
- Die Fiesta de San Eustaquio, das Fest zu Ehren des Stadtpatronen, findet am 20. September bei der Kirche San Eustaquio statt. Von dort aus bewegt sich eine Prozession mit einer geschnitzten Skulptur des Heiligen durch die Stadt.
- Ende September bis Anfang Oktober werden Festtage zu Ehren der Heiligen Jungfrau vom Rosenkranz gefeiert. Sie enden mit einer Prozession am letzten Tag.

### Sport
Der Fußballklub Atlético Sanlúcar CF spielte bis in der Tercera División. Er verfügt über ein modernes Stadion mit Kunstrasen
Der Frauenhandballklub BM Solúcar besteht seit rund 30 Jahren. Die Seniorinnenmannschaft spielt in der División de Honor Plata, der silbernen Ehrendivision, und war mehrmals an Aufstiegskämpfen in die höchste Klasse der Ehrendivision beteiligt.
Der Basketballklub Pasarela Solúcar spielte 2007 in der höchsten andalusischen Liga. Durch Gründung einer Nachwuchsmannschaft versuchte man in jüngerer Vergangenheit, an diesen Erfolg anzuknüpfen.

### Weitere kulturelle Einrichtungen
Der 1997 gegründete Cine Club Solúcar ist einer der ältesten Filmklubs in Spanien. 2006 wurde er mit dem Kulturpreis Sanluqueño del año ausgezeichnet.
Seit 1984 sendet in Sanlúcar La Mayor ein lokaler Radiosender. Er wurde zunächst von der Kulturvereinigung Asociación Cultural Aljarafe betrieben. 2004 ging er in kommunale Hände über. Er nannte sich zunächst Radio Sanlúcar, später Onda Sur radio und schließlich Solúcar radio. Er sendet auf UKW 88,7 MHz.

## Persönlichkeiten
- José Antonio Muñoz Sousa (* 1972), Torero.
- Pedro Morales de Vicente El Gaona Sanluqueño (1901–1942), Torero.
- Eduardo Palencia, Sänger und Liedautor
- Diego Rafael El Nene, Sänger
- José Morales Chocolate, Picador
- Curro Javier Amores, Torero
- Concha López Narváez (* 1939), Schriftstellerin
- Teresa Arbolí, Schauspielerin
- Francisco Martínez Gonzalez (* 1967), Autor
- Pedro Moreno Valero, El Perico (* 1947), Trompeter
- Pedro Rodríguez Pacheco (* 1941), Schriftsteller und Dichter